# Mallodon linsleyi
Mallodon linsleyi là một loài bọ cánh cứng trong họ Cerambycidae.